# Брудзево (Поморське воєводство)
Брудзево (пол. Brudzewo, нім. Brusdau) — село в Польщі, у гміні Пуцьк Пуцького повіту Поморського воєводства.
Населення — 234 особи (2011).
У 1975-1998 роках село належало до Гданського воєводства.

## Демографія
Демографічна структура станом на 31 березня 2011 року:
|          | Загалом | Допрацездатний вік | Працездатний вік | Постпрацездатний вік |
| -------- | ------- | ------------------ | ---------------- | -------------------- |
| Чоловіки | 119     | 30                 | 82               | 7                    |
| Жінки    | 115     | 41                 | 60               | 14                   |
| Разом    | 234     | 71                 | 142              | 21                   |